# Cuộc thảm sát Tykocin
Cuộc thảm sát Tykocin là vụ giết người hàng loạt xảy ra vào ngày 25 tháng 8 năm 1941, tại thị trấn Tykocin của Ba Lan bởi Einsatzkommando của Đức.

## Cuộc thảm sát

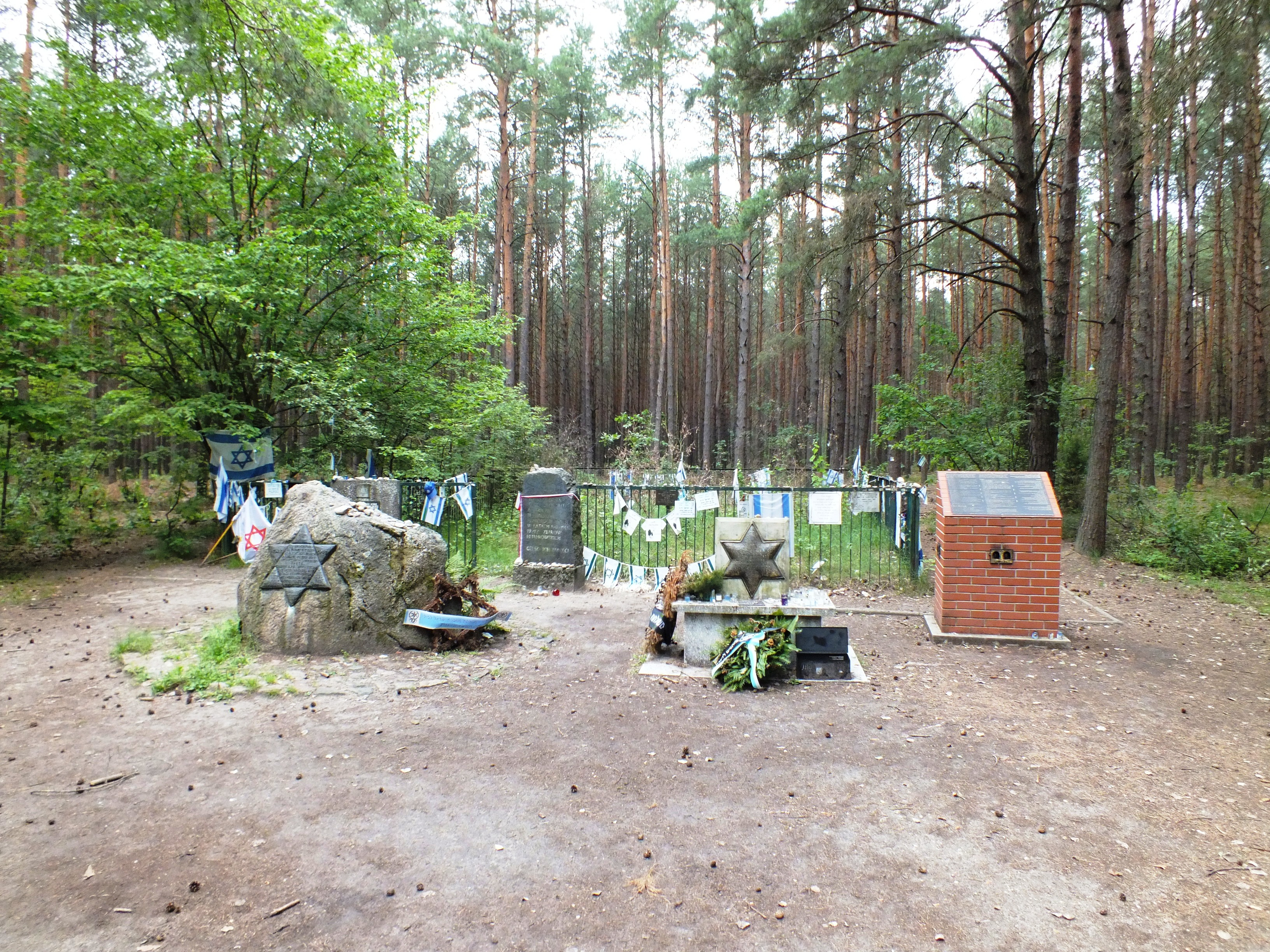
Ngôi mộ tập thể của người Do Thái từ Tykocin - nơi xảy ra vụ thảm sát trong khu rừng gần Łopuchowo. Đánh dấu mộ tập thể và tượng đài kỷ niệm vụ thảm sát.

Vào sáng ngày 24 tháng 8 năm 1941, người Đức tuyên bố rằng người Do Thái nên báo cáo về việc tụ họp tại quảng trường thị trấn vào ngày hôm sau. Vào thời điểm đó, có khoảng 1.400 người Do Thái ở Tykocin. Vào ngày 25 tháng 8 năm 1941, người Do Thái bị người Đức cùng với sự giúp đỡ của cảnh sát Ba Lan vây bắt tại quảng trường thị trấn. Để xoa dịu đám đông, người Đức nói với người Do Thái rằng họ sẽ được chuyển đến Białystok. Tuy nhiên, những người đàn ông bị đưa đến một ngôi làng gần đó và từ đó trong những chiếc xe tải đến những cái hố trong rừng Łopuchowo và bị sát hại. Đối với những người phụ nữ, họ bị đưa lên xe tải chở đến những cái hố rồi cũng bị sát hại. Những người già, ốm yếu và những người khác không xuất hiện vào ngày 25 tháng 8 năm 1941 (tổng cộng khoảng 700 người), bị bắn chết sau đó một ngày. [4] [5] [6]
Trong một cuộc điều tra ở Tây Đức, một nhân chứng Do Thái đã cho biết: SS-Obersturmführer Hermann Schaper, chỉ huy của SS Einsatzkommando chính là người đã chỉ đạo vụ xả sung này. [7]
Khoảng 150 người Do Thái đã tìm cách thoát khỏi vụ thảm sát, tuy nhiên hầu hết đã bị trao trả cho Đức hoặc bị người Ba Lan sát hại. [8]

## Tưởng niệm
Tại nơi xảy ra vụ thảm sát trong rừng có bốn tượng đài được dựng lên. Đầu tiên, một tượng đài Ba Lan thời cộng sản, không có liên quan đến người Do Thái. Cái thứ hai và thứ ba được dựng lên bởi người Mỹ gốc Do Thái. Cái thứ tư, được dựng lên do những nỗ lực của Abraham Kapice. [9]